# 格里索姆环形山
格里索姆环形山（Grissom）是位于月球背面南半部一座古老的大撞击坑，约形成于39.2-38.5亿年前的酒海纪，其名称取自美国宇航员、水星计划七人之一，因阿波罗1号测试事故而不幸罹难的维吉尔·伊万·加斯·格里森（1926年-1967年），1970年被国际天文学联合会批准接受。

## 描述

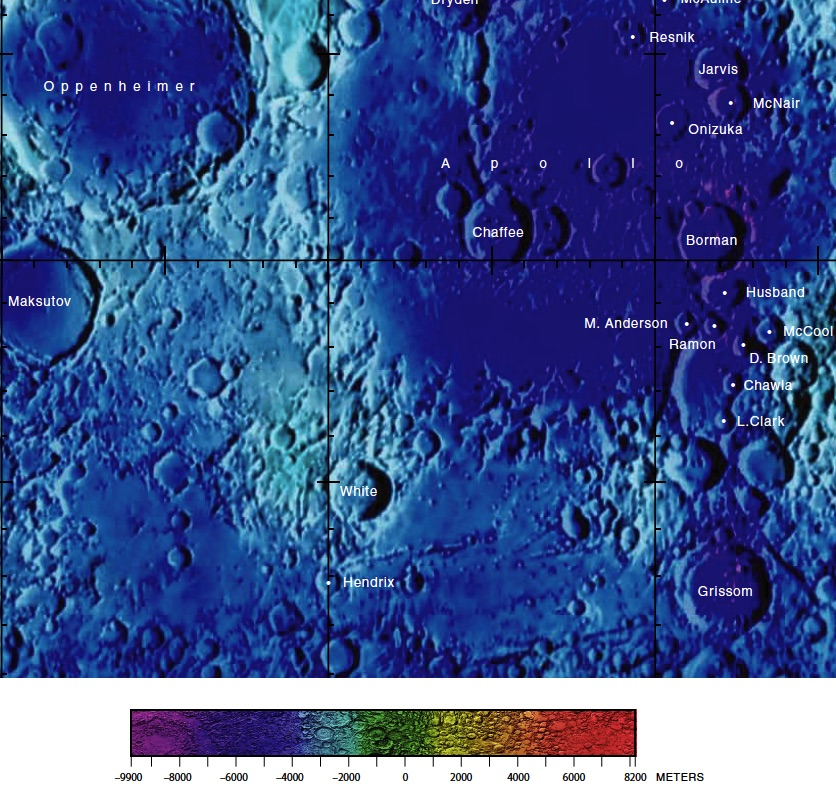
格里索姆环形山的周边，月球背面区域详图。

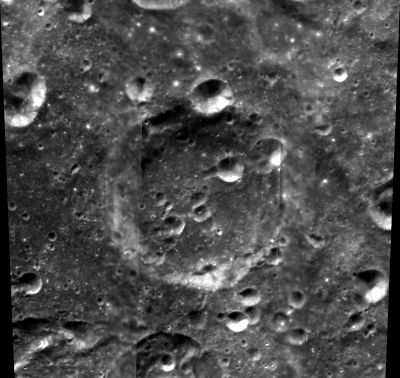
克莱门汀号拍摄的图像

该陨坑位于巨大的阿波罗环形山南面，北面靠近劳·克拉克陨石坑、东北偏东及东南偏东分别毗邻勒维特环形山和里德尔陨石坑，卡勒环形山位于它的东南、西南则坐落了科里环形山。
该陨坑中心月面坐标为46°55′S 147°59′W / 46.92°S 147.98°W，直径59.82公里，深度约2.71公里。

由于格里索姆环形山存续时间悠久，坑壁已明显磨损，尤其是沿东北壁覆盖了二座小撞击坑。该陨坑最大高出周边地形1210米，内部容积约3028公里3。碗状的坑底相对平坦，中心点以南散布有许多细小的撞击坑穴，紧挨东北内壁也覆盖了一座小陨坑。

## 卫星陨石坑
按惯例，最靠近格里索姆环形山的卫星坑将在月图上以字母标注在它的中心点旁边。

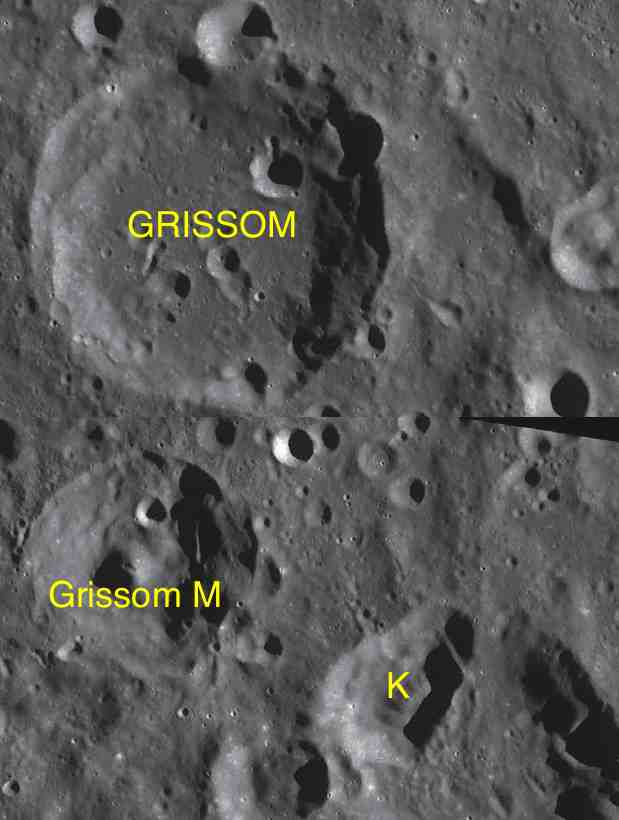
LAC-121与LAC-133拼接图

| 格里索姆 | 纬度    | 经度     | 直径    |
| -------- | ------- | -------- | ------- |
| K        | 49.5° S | 145.7° W | 26 公里 |
| M        | 49.1° S | 147.7° W | 38 公里 |

- 卫星坑“格里索姆 M”约形成于早雨海世[1]。

## 另请参阅
- Andersson, L. E.; Whitaker, E. A. . NASA RP-1097. 1982.
- Blue, Jennifer. . USGS. July 25, 2007  [2007-08-05]. （原始内容存档于2012-04-08）.
- Bussey, B.; Spudis, P. . New York: Cambridge University Press. 2004. ISBN 978-0-521-81528-4.
- Cocks, Elijah E.; Cocks, Josiah C. . Tudor Publishers. 1995. ISBN 978-0-936389-27-1.
- McDowell, Jonathan. . Jonathan's Space Report. July 15, 2007  [2007-10-24]. （原始内容存档于2012-05-26）.
- Menzel, D. H.; Minnaert, M.; Levin, B.; Dollfus, A.; Bell, B. . Space Science Reviews. 1971, 12 (2): 136–186. Bibcode:1971SSRv...12..136M. doi:10.1007/BF00171763.
- Moore, Patrick. . Sterling Publishing Co. 2001. ISBN 978-0-304-35469-6.
- Price, Fred W. . Cambridge University Press. 1988. ISBN 978-0-521-33500-3.
- Rükl, Antonín. . Kalmbach Books. 1990. ISBN 978-0-913135-17-4.
- Webb, Rev. T. W.  6th revised. Dover. 1962. ISBN 978-0-486-20917-3.
- Whitaker, Ewen A. . Cambridge University Press. 1999. ISBN 978-0-521-62248-6.
- Wlasuk, Peter T. . Springer. 2000. ISBN 978-1-85233-193-1.